# Route comtale 222 (Suède)
Pour les articles homonymes, voir Route nationale 61.
La route comtale 222 (en suédois : Länsväg 222) est une route régionale qui relie Stockholm et Stavsnäs dans le comté de Stockholm en Suède,.

## Présentation
La route est longue de 40 kilomètres, dont 19 kilomètres sont aménagés en autoroute.
On l'appelle la Värmdöleden depuis la frontière entre Stockholm et Nacka jusqu'à Mölnvik (sv), puis continue via Strömma jusqu'à Stavsnäs. 
La route est une autoroute entre Lugnet et l'échangeur de Mölnvik, sauf sur le Farstabron, qui est un itinéraire autoroutier (2+1) car trop étroit pour quatre voies et dépourvu de garde-corps central. 
Le tronçon entre Mölnvik et Ålstäket (sv), qui fait partie de la Skärgårdsvägen, est une route à trois voies avec un terre-plein. 
Après cela, le reste de la route est une route de campagne et porte le nom de Stavsnäsvägen. La route se termine sur le quai du port d'hiver de Stavsnäs.
La route régionale 222 croise la route nationale 75 (Södra länken) juste à l'est de Lugnet.

## Tracé
| Km    | Lieu            | Carte interactive |
| ----- | --------------- | ----------------- |
| 0 km  | Södra Länken    |                   |
|       | Nacka           |                   |
|       | Skogalund       |                   |
|       | Skuru (sv)      |                   |
|       | Skurubron (sv)  |                   |
|       | Eknäs (sv)      |                   |
|       | Orminge (sv)    |                   |
|       | Gustavsberg     |                   |
|       | Farstabron (sv) |                   |
|       | Lillängen (sv)  |                   |
|       | Brunn           |                   |
|       | Mörtnäs (sv)    |                   |
|       | Strömma         |                   |
| 40 km | Stavsnäs        |                   |

## Galerie

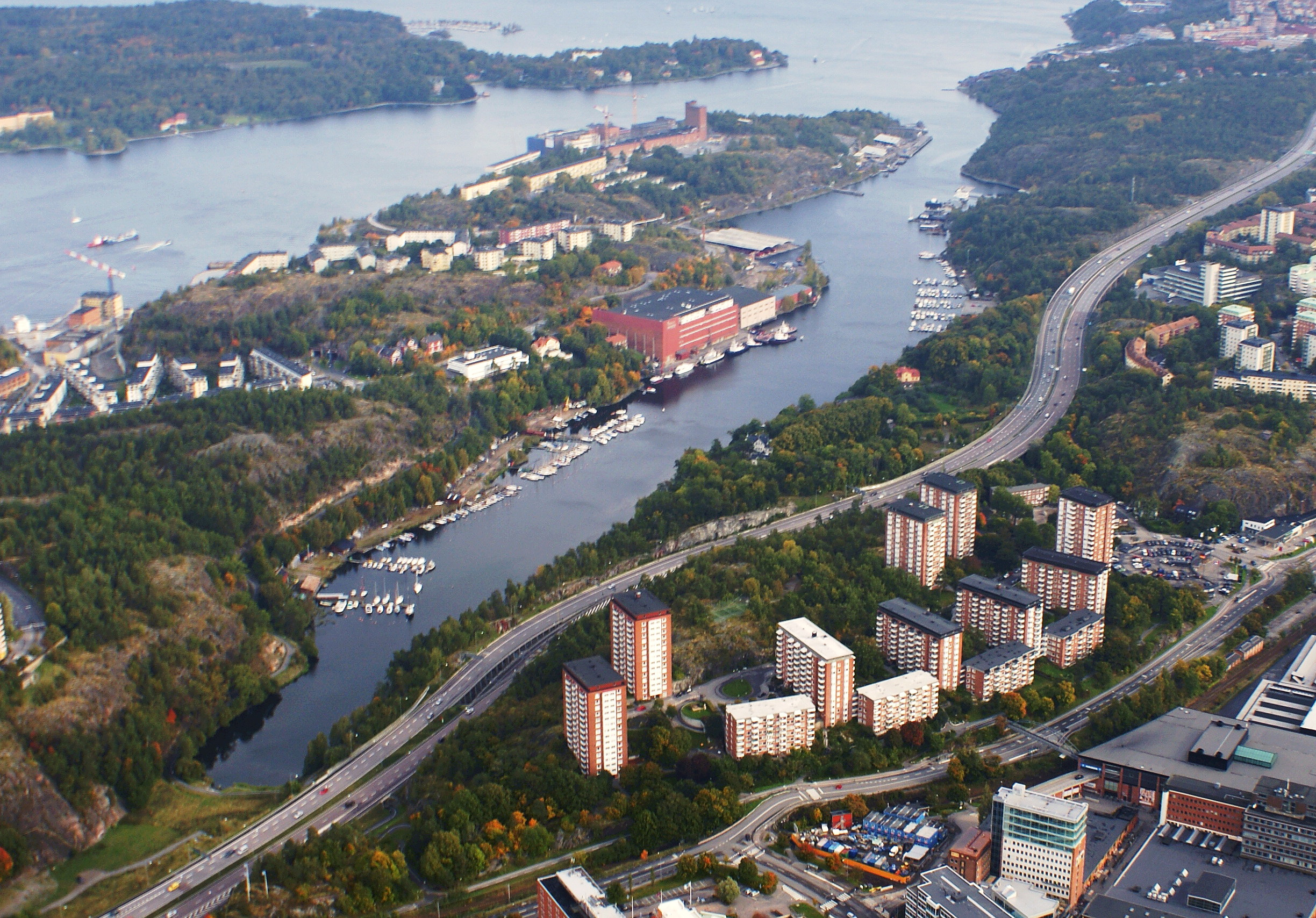
Värmdöleden devant Svindersviken et Alphyddan à Nacka.
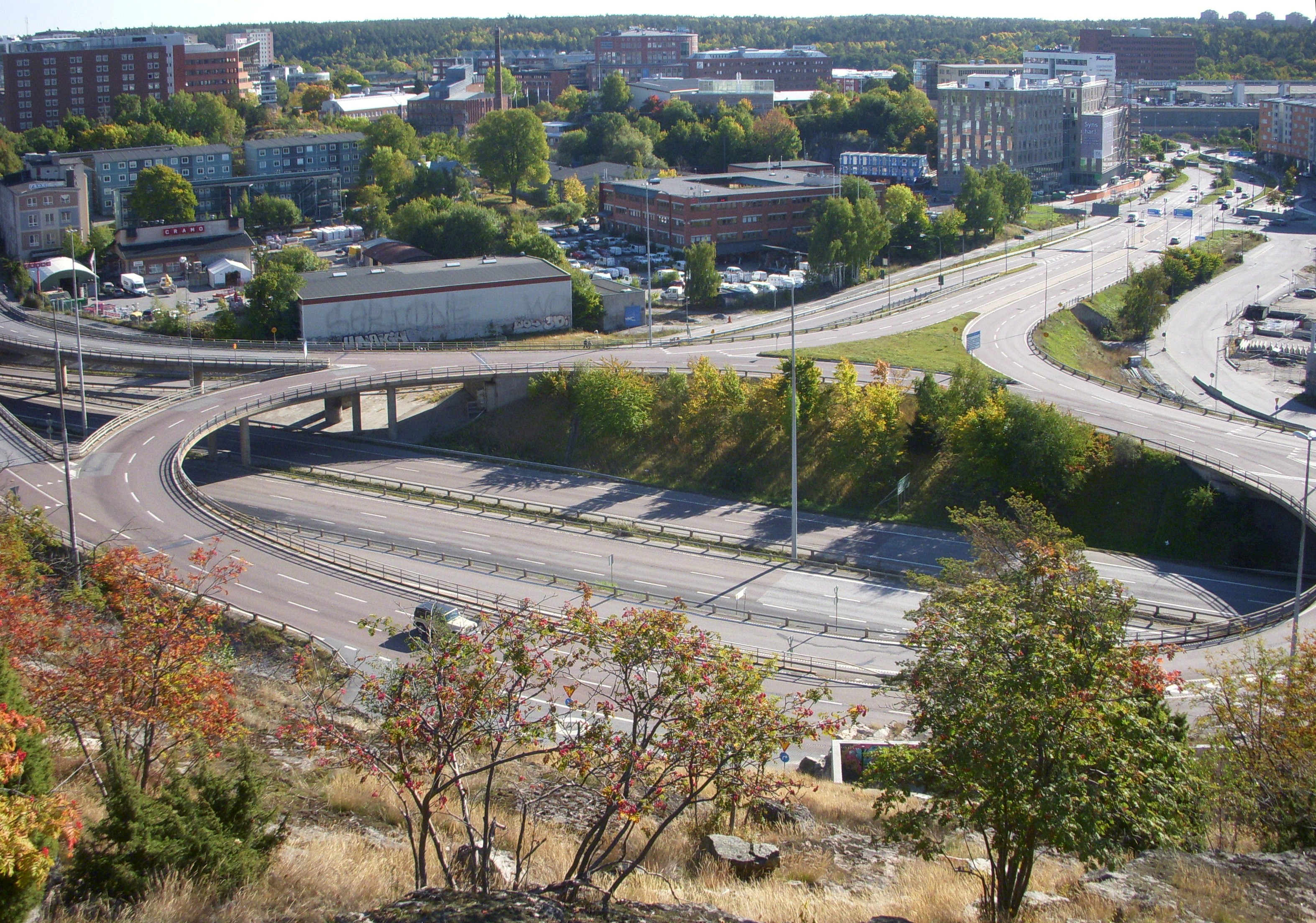
Carrefour d'Henriksdal.
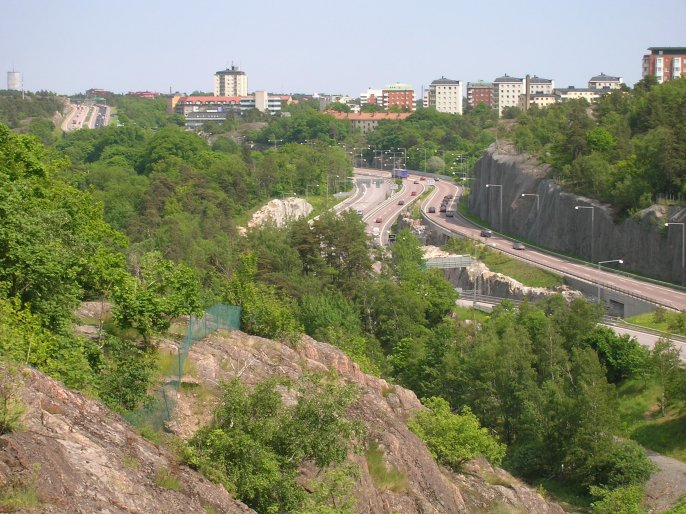
Alphyddan,
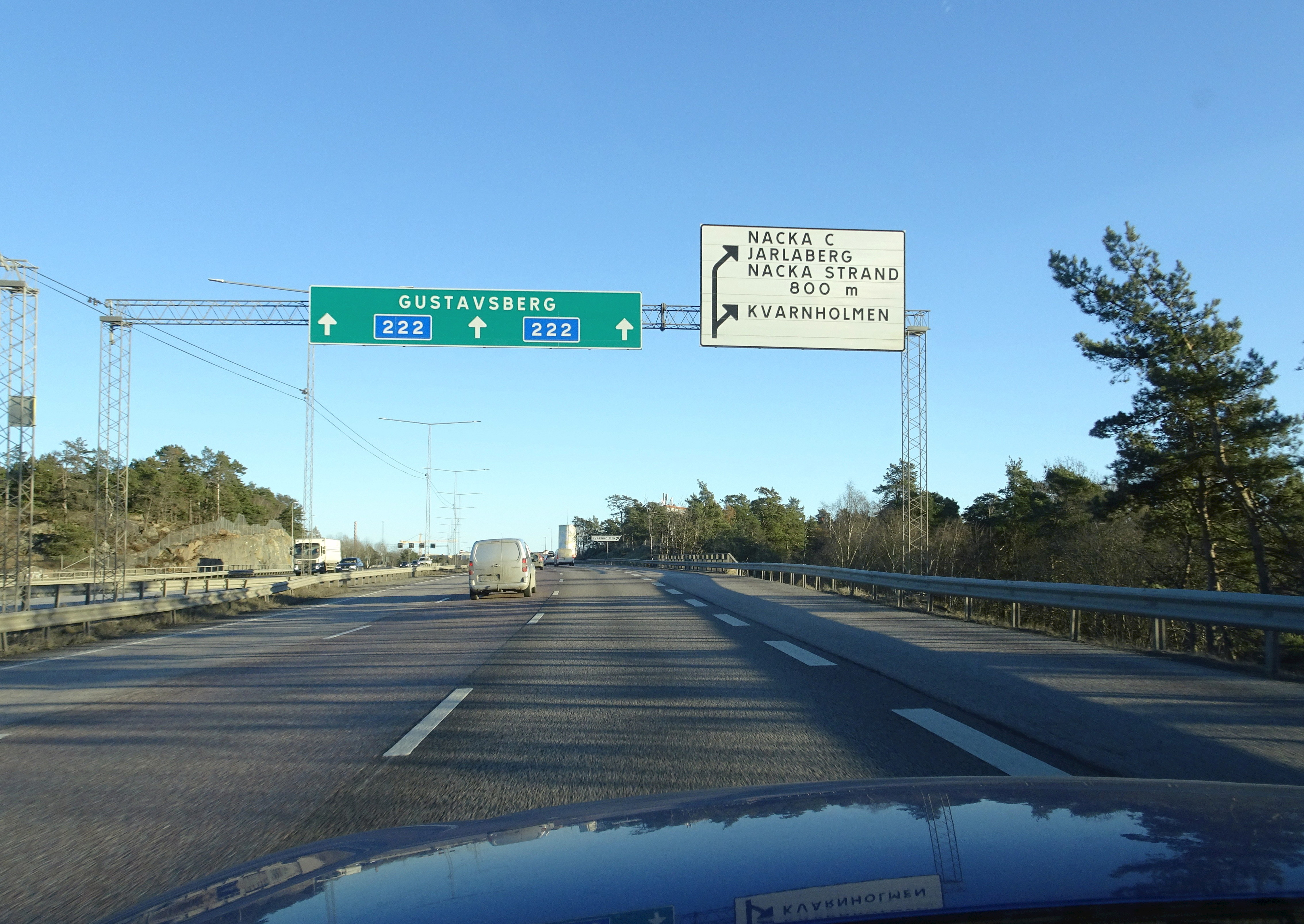
Avant Kvarnholmen et Nacka.
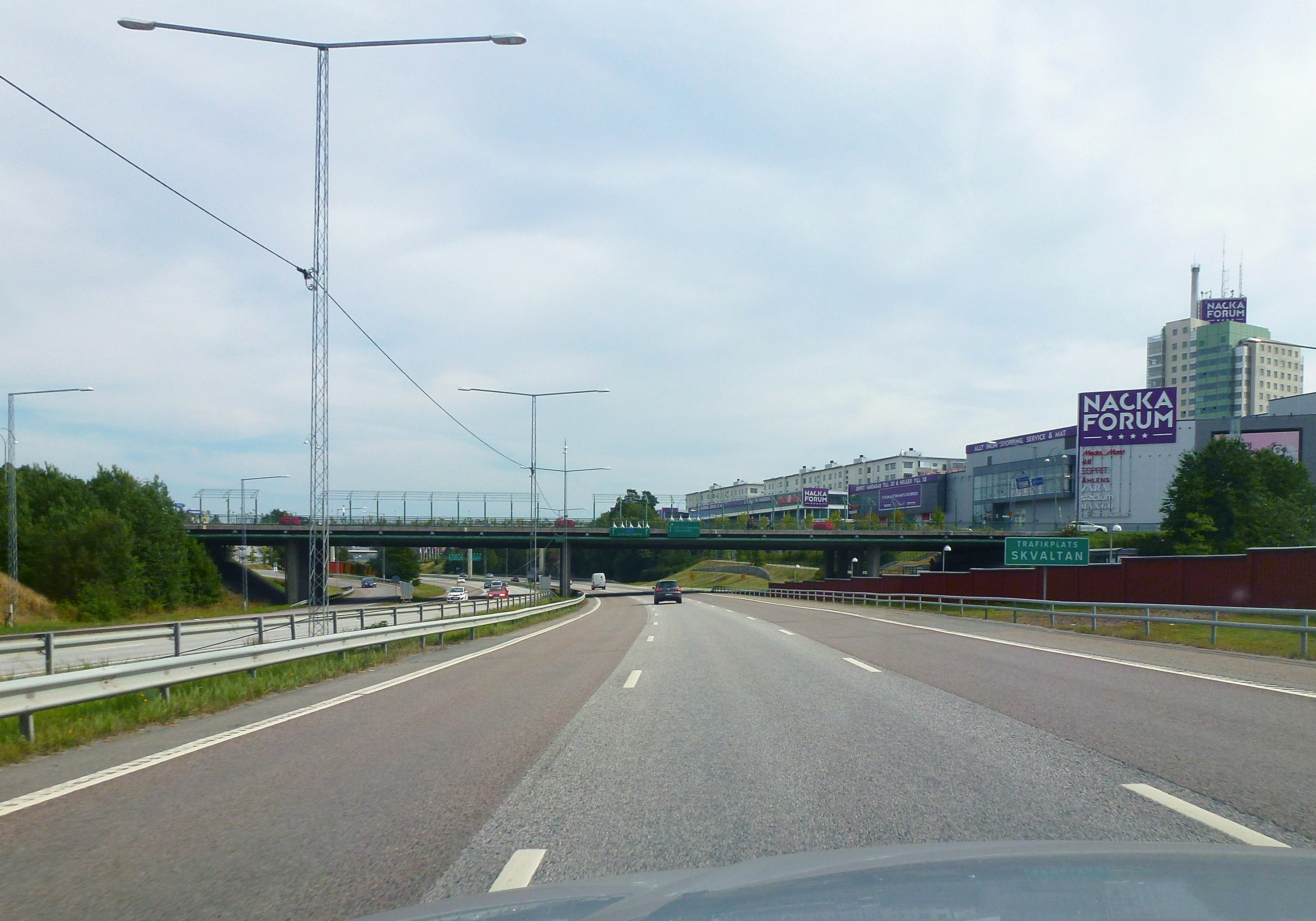
Svaltan.
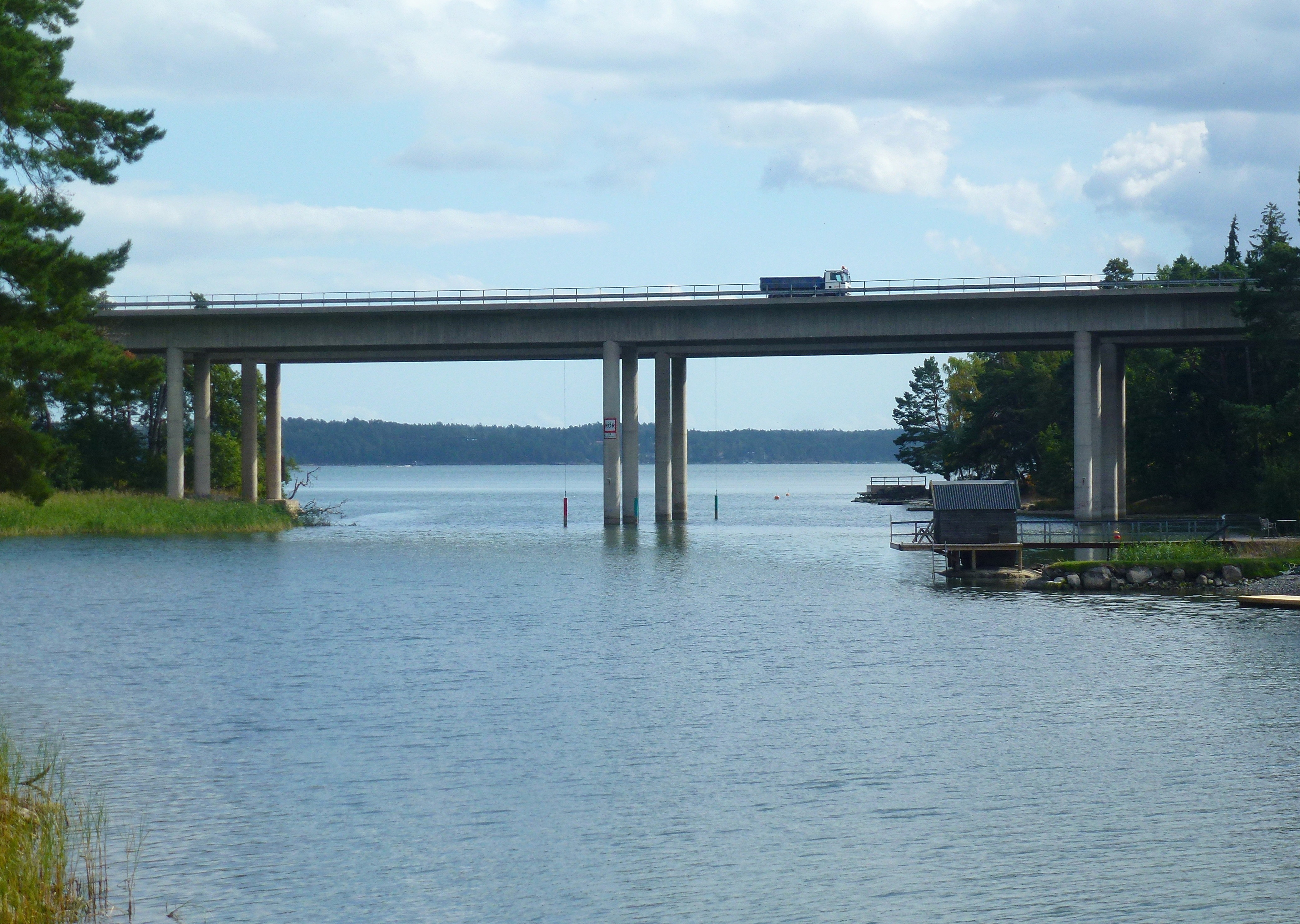
Le pont Kilsbron.
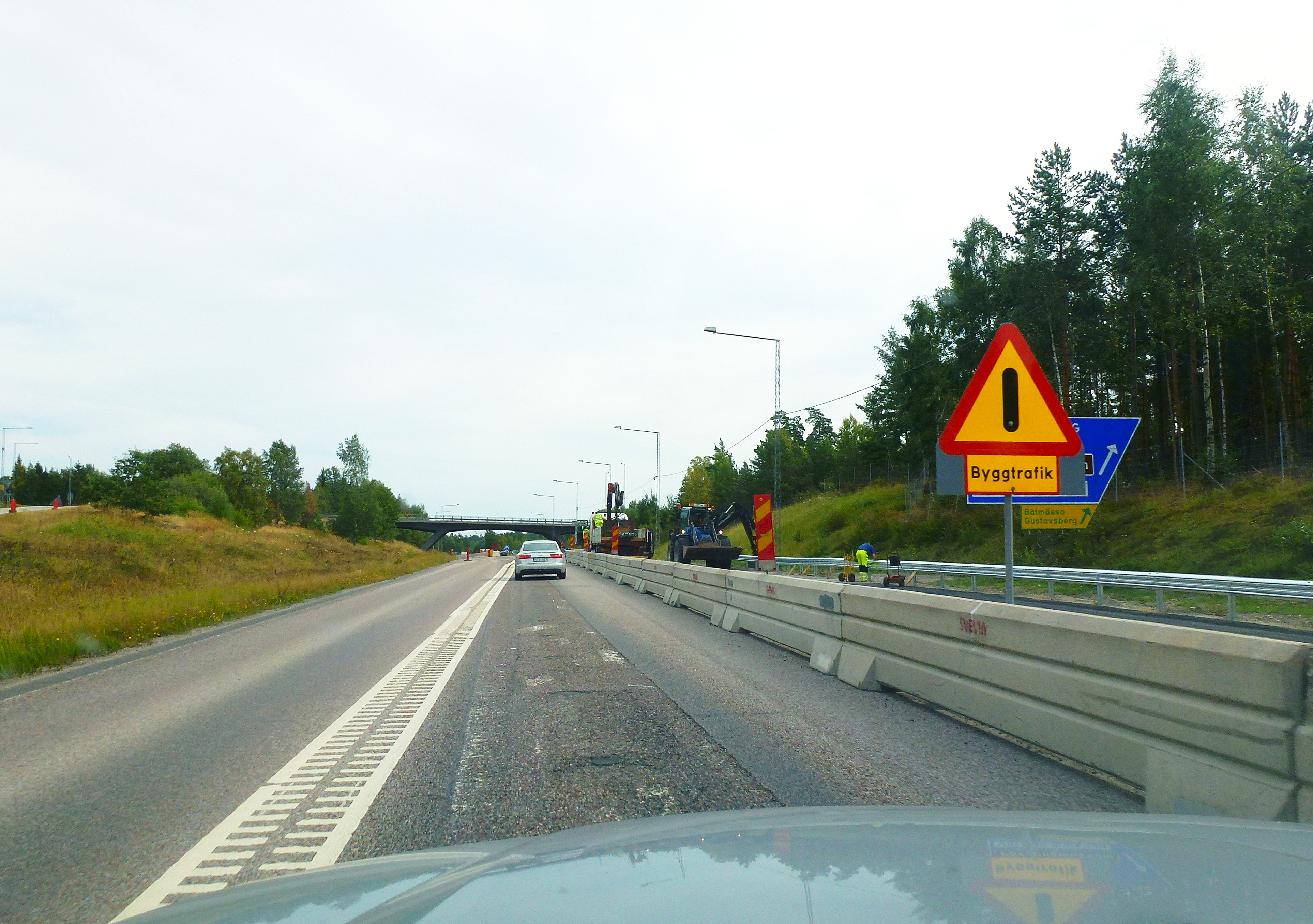
Près de l'échangeur de Gustavsberg.
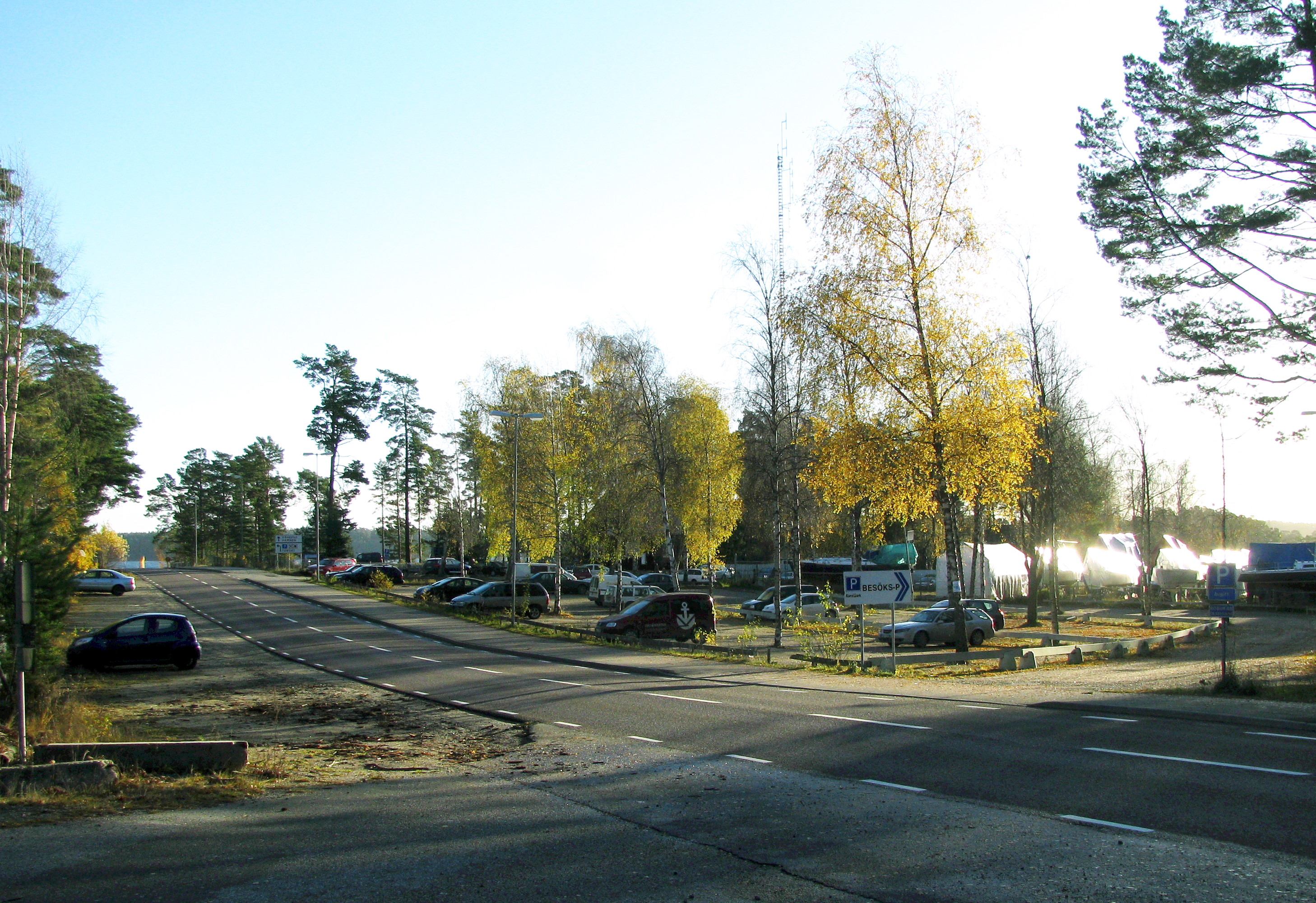
La 222 à Stavsnäs.